# Acyphoderes cribricollis
Acyphoderes cribricollis là một loài bọ cánh cứng trong họ Cerambycidae.